# Entoloma incarnatofuscescens
Entolóma incarnatofuscéscens — вид грибов, входящий в род Энтолома (Entoloma) семейства Энтоломовые (Entolomataceae).
Синонимы:
- Agaricus incarnatofuscescens Britzelm., 1894basionym
- Entoloma leptonipes (Kühner & Romagn.) M.M. Moser, 1978
- Leptonia incarnatofuscescens (Britzelm.) Sacc., 1895
- Leptonia leptonipes (Kühner & Romagn.) P.D. Orton, 1960
- Omphaliopsis leptonipes (Kühner & Romagn.) P.D. Orton, 1991
- Rhodophyllus leptonipes Kühner & Romagn., 1954

## Биологическое описание
- Шляпка 0,5—4 см в диаметре, у молодых грибов конической или колокольчатой формы, затем раскрывается до выпуклой и уплощённой, с углублением в центре, гигрофанная, с блестящей, в центре иногда мелкочешуйчатой поверхностью, окрашенной в розовато-бурые или красно-коричневые тона, во влажную погоду с разлинованным краем, при подсыхании светлеет.
- Мякоть бледная, иногда почти белая, с голубоватым или буроватым оттенком, со слабыми, неприятными, мучнистыми запахом и вкусом.
- Гименофор пластинчатый, пластинки редкие или довольно частые, приросшие к ножке или с нисходящими на неё зубцами, бледные, с возрастом сначала сереют, затем приобретают тёмно-розовый оттенок. Край пластинок иногда бывает более тёмным.
- Ножка 1,5—7 см длиной и 0,1—0,3 см толщиной, ровная, иногда довольно заметно утолщённая в основании, гладкая или слабо волокнистая по всей длине, серо-синего цвета, иногда с металлическим отливом, с возрастом у некоторых экземпляров выцветающая до коричневой. Кольцо отсутствует.
- Споровый порошок светло-розового цвета. Споры 8—11×6—9 мкм, 5—8-угольные. Базидии обычно четырёхспоровые, с пряжками, 25—43×7—14 мкм. Цистиды отсутствуют. Кутикула шляпки — кутис или триходермис, состоит из цилиндрических или веретеновидных гиф до 20 мкм толщиной.

Токсические свойства Entoloma incarnatofuscescens не изучены.

## Ареал и экология
Entoloma incarnatofuscescens широко распространена в Северной и Западной Европе, встречается довольно часто. Произрастает на земле в широколиственных лесах, садах и парках.

## Родственные виды
Entoloma incarnatofuscescens включена в подрод Omphaliopsis рода Entoloma. Кроме неё в этот подрод также включены европейские виды Entoloma amygdalinum Noordel. 1987, Entoloma brunneostanneum Courtec. 1993 и Entoloma parkensis (Fr.) Noordel. 1979.